# 集體顔射

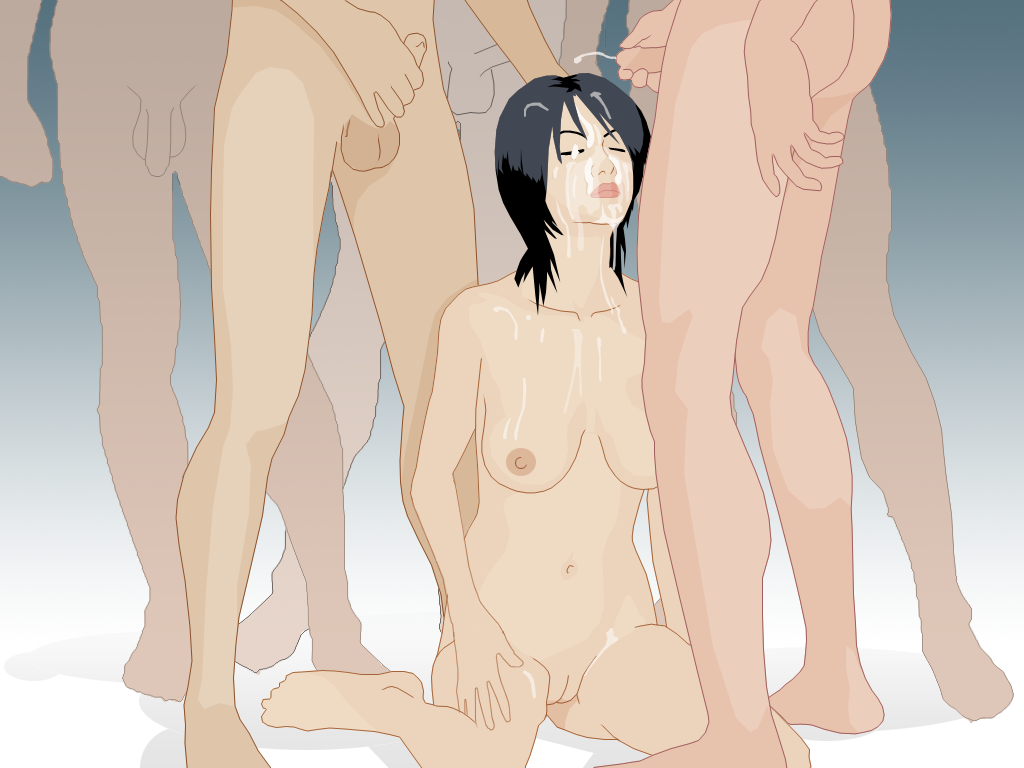
描述了集體顔射的插圖

集體顔射（英語 /bʊˈkɑːkeɪˌbʊˈkɑːki/ buu-KAH-kay-,-buu-KAH-key or 英語 /bʊˈkækeɪ/ buu-KAK-ay） 是一種性行為，其中一名參與者被多名參與者射精。這種行為經常出現在色情電影中。集體顔射影片在現代色情電影中是一個相對普遍的小眾題材。起源於1980年代的日本，這一類型隨後傳播到北美和歐洲，並跨入同志色情片。

## 詞源

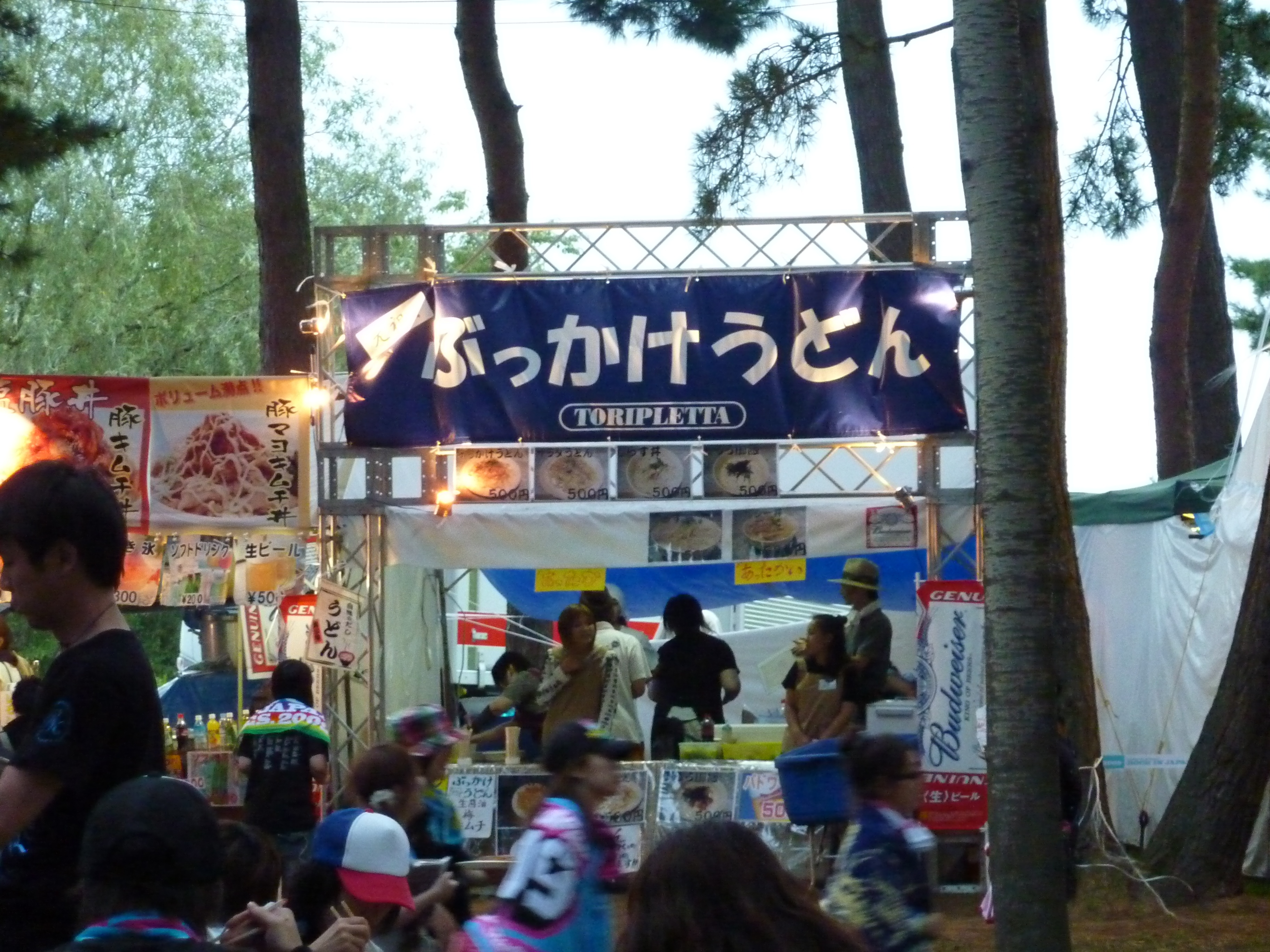
在日語中，詞語「ぶっかけ」有廣泛的非性使用，例如這個食品帳篷廣告的烏冬麵。

集體顔射的日文「ぶっかけ」是動詞「ぶっ掛ける」（意為「濺水」）的名詞化， 有是「飛濺」、「猛衝」或「重濺」的意思。 這個複合動詞可以分解為一個首碼和一個動詞：「ぶつ」（butsu）和「掛ける」（kakeru）。「ぶつ」 是一個首碼，源自動詞 「ぶち」（buchi），字面意思是「打擊」，但作為首碼使用時是一個動詞增強詞。
在這個語境中，掛ける 的意思是淋或濺到。詞語「ぶっかけ」 經常用於日語中描述以足夠的動量倒出液體以至於導致飛濺或溢出的情況。事實上，在日本，「ぶっかけ」也用於描述一種菜肴，即將熱湯倒在麵條如烏龍麵或蕎麥麵上。

## 歷史
集體顔射首次出現在1980年代中後期的日本色情電影中。 有一部名為《Jesus Clits Superstar part 1》的電影，於1987年上映，由Saki Goto導演，被認為是第一部包含10次面部射精的日本色情電影。 據一位評論員說，集體顔射作為色情形式的發展一個重要因素是日本的強制性審查，其中生殖器必須被 打上馬賽克。其結果之一是日本色情片更多地關注女演員的臉和身體而不是她們的生殖器。由於電影製作人不能展示插入，他們尋找其他不違反日本法律的方式來描繪性行為，並且由於精液不需要被審查，因此可以通過此漏洞進行更硬核的性愛場景。
在色情電影標題中首次使用「集體顔射」一詞的電影是 Shuttle Japan 於1995年上映的《Bukkake Milky Showers 01》。 根據早期 Shuttle Japan 的員工、演員和 集體顔射標籤 Milky Cat 的擁有者 Shiruou 的說法，這個術語進入西方使用是因為1998年出現的英文網站 bukkakebath.com 使用了從 Shuttle Japan 竊取的內容。 然而，這一行為及其術語的流行被歸功於導演松本和彥在1998年的努力。 日本成人視頻工作室Shuttle Japan 於2001年1月將術語“ぶっかけ/ＢＵＫＫＡＫＥ”註冊為商標（第4545137號）。

## 男性觀眾的動機
美國編輯和出版人拉斯·基引用一位性學家的話說，男性喜歡關於性的「閉合感和終結感」，觀看其他男性射精可以提供這種感受。 觀眾與射精的男性產生共鳴，體驗到一種替代性的快感。

## 反響
法醫心理學家 凱倫·富蘭克林 將集體顔射形容為「象徵性的集體強姦」，將其主要目的是羞辱、羞辱和性物化女性。 麗莎·簡·摩爾和朱莉安娜·韋斯賓認為集體顔射中的射精使用是「羞辱儀式」的一部分，並指出這通常不涉及任何女性參與者體驗高潮。

## 另見
- BDSM
- 射精鏡頭
- 顏射
- 火車便當式
- 群交
- 種付姦
- 日本色情片

## 外部連結
维基共享资源上的相關多媒體資源：集體顔射

 维基词典中的词条「集體顔射」